# Karczewiec (województwo mazowieckie)
Karczewiec – wieś w Polsce położona w województwie mazowieckim, w powiecie węgrowskim, w gminie Wierzbno. Ma status sołectwa.
W latach 1954–1959 wieś należała i była siedzibą władz gromady Karczewiec, po jej zniesieniu w gromadzie Wierzbno. W latach 1975–1998 miejscowość administracyjnie należała do województwa siedleckiego.
Wierni kościoła rzymskokatolickiego należą do parafii św. Leonarda w Liwie.